# Dollhouse
Dollhouse ist eine US-amerikanische Fernsehserie, die von Joss Whedon entwickelt und produziert wurde. Die Hauptrolle übernahm Eliza Dushku, die gleichzeitig auch Produzentin der Serie war. Dollhouse lief vom 13. Februar 2009 bis zum 29. Januar 2010 beim amerikanischen Fernsehsender FOX. Insgesamt wurden 26 Folgen und ein Pilotfilm produziert, der Pilotfilm wurde jedoch nie ausgestrahlt.
Am 11. November 2009, während der Ausstrahlung der zweiten Staffel, wurde die Absetzung der Serie bekanntgegeben. Die letzte Folge lief am 29. Januar 2010 bei FOX.

## Handlung
In Dollhouse geht es um eine junge Frau mit Codenamen Echo, die in einem geheimen unterirdischen Gebäude – dem Dollhouse – lebt, in dem Menschen zeitweilig mit neuen Persönlichkeiten, Erinnerungen und besonderen Fähigkeiten ausgestattet werden. Diese sogenannten „Actives“ werden vom Dollhouse an einflussreiche und wohlhabende Menschen vermietet, die sie für bestimmte Jobs, Verbrechen, Fantasien oder andere Einsätze benötigen. Außerhalb ihrer Einsätze leben sie im Dollhouse in einem Zustand kindlicher Naivität, in dem sie auch nicht mehr als „Actives“, sondern allgemein als „Dolls“ bezeichnet werden. Echo und die anderen Dolls verbringen – angeblich freiwillig – fünf Jahre im Dollhouse, um am Ende eine große Summe Geld zu erhalten und sich gleichzeitig nicht an jene Zeit zu erinnern. Die Serie folgt Echo, die sich zunehmend an ihre früheren Einsätze erinnert und sich ihres eigenen Ichs bewusst wird, was sie sowohl während ihrer Missionen als auch innerhalb des Dollhouse in Schwierigkeiten bringt.
Neben Echo und den anderen Actives dreht sich die Serie sowohl um die mysteriöse Organisation, die hinter dem Dollhouse steht, als auch um den (Ex-)FBI-Agenten Paul Ballard, der versucht, hinter das Geheimnis des Dollhouse zu gelangen.

## Figuren

### Hauptfiguren
- Echo (Eliza Dushku) – die Hauptfigur. Eine Aktive, die beginnt, sich ihres eigenen Ichs bewusst zu werden.
- Adelle DeWitt (Olivia Williams) – die eiskalt wirkende Leiterin des Dollhouse in Los Angeles.
- Paul Ballard (Tahmoh Penikett) – ein FBI-Agent, der im Rahmen seiner Suche nach dem Dollhouse seinen Job verliert.
- Topher Brink (Fran Kranz) – der Programmierer des Dollhouse in Los Angeles. Er ist dafür verantwortlich, die Aktiven mit neuen Persönlichkeiten auszustatten.
- Sierra (Dichen Lachman) – eine Aktive, die sich instinktiv zu Echo hingezogen fühlt.
- Victor (Enver Gjokaj) – ebenfalls ein Aktiver. Er verkörpert u. a. Lubov, ein Mitglied eines russischen Menschenhändlerrings, und soll Paul Ballard vom Dollhouse ablenken.
- Boyd Langton (Harry J. Lennix) – ein ehemaliger Polizist, welcher Echos „Handler“ ist, also ihr Beschützer/Bodyguard.

### Wiederkehrende Figuren
- Dr. Claire Saunders (Amy Acker) – zuständig für das medizinische Wohlergehen der Aktiven.
- Laurence Dominic (Reed Diamond) – Sicherheitschef im Dollhouse in Los Angeles.
- November (Miracle Laurie) – eine „schlafende“ Aktive, die als Mellie zur Beobachtung von Agent Ballard eingesetzt wird.
- Ivy (Liza Lapira) – Tophers intelligente Assistentin, die sich zu mehr berufen fühlt, als Topher mit Trinkpäckchen zu versorgen.
- Alpha (Alan Tudyk) – ehemaliger Aktiver, der durch die Verschmelzung verschiedener Persönlichkeiten zum wahnsinnigen Mörder geworden ist.
- Bennett Halverson (Summer Glau) – Programmiererin des Dollhouse in Washington und Vorbild von Topher Brink.
- Daniel Perrin (Alexis Denisof) – ein amerikanischer Senator, der in der zweiten Staffel eine neue Bedrohung für das Dollhouse darstellt.
- Matthew Harding (Keith Carradine) – ein Vorgesetzter von Adelle.
- Tanaka (Mark Sheppard) – Polizist, Kollege von Ballard.

## Produktionsverlauf

### Entwicklung
Hauptdarstellerin Eliza Dushku unterschrieb im August 2007 einen Vertrag mit dem amerikanischen Fernsehsender FOX, der sie für ein neues Projekt an den Sender binden sollte. Gleichzeitig wurde sie ermutigt selbst nach Material Ausschau zu halten, das sie interessieren würde. Kurz darauf lud sie ihren guten Freund Joss Whedon, mit dem sie bereits für Buffy – Im Bann der Dämonen und Angel – Jäger der Finsternis zusammenarbeitete, zum Mittagessen ein, um ihre Karriere-Optionen zu besprechen. Während des Mittagessens entstand schließlich die Idee zur Serie und die beiden entschieden sich zu einer neuen Zusammenarbeit. „Es ist einfach passiert […]“, sagte Whedon und wies darauf hin, dass sie während des Mittagessens auch sofort einen Namen für die Serie fanden, „wenn du bereits einen Namen hast, dann kannst du deiner [Idee] einfach nicht den Rücken kehren.“. Whedon und Dushku schlugen ihre Idee dann dem Sender vor und am 31. Oktober 2007 wurde schließlich bestätigt, dass die Serie von FOX für sieben Folgen bestellt wurde, ohne dass auch nur ein Drehbuch fertiggestellt worden war. Ursprünglich war der Start der Serie für das Frühjahr 2008 vorgesehen, doch durch den Streik der Hollywoodautoren wurde die Produktion der Serie schließlich verzögert.

### Casting
Nachdem der Streik der Autoren 2008 beigelegt worden war, begann man im März 2008 nach weiteren Darstellern für die Serie zu suchen. Am 26. März 2008 wurden schließlich Tahmoh Penikett (Battlestar Galactica), Enver Gjokaj, Dichen Lachman und Fran Kranz als neue Mitglieder des Ensembles bekannt gegeben. Am 3. April 2008 wurde die britische Schauspielerin Olivia Williams zur Besetzung hinzugefügt, während mit Harry J. Lennix der letzte Hauptdarsteller der Serie am 17. April 2008 hinzugefügt wurde. Am gleichen Tag gab Serienerfinder Joss Whedon bekannt, dass man sowohl Amy Acker, eine Darstellerin aus seiner früheren Serie Angel, als auch die Newcomerin Miracle Laurie für wiederkehrende Rollen gecastet habe.

### Produktion und Ausstrahlungsnotizen
Die Produktion der ersten Folge begann am 23. April 2008 und wurde am 9. Mai 2008 beendet. Am 15. Mai 2008 wurde während der Upfronts offiziell bekanntgegeben, dass die Serie im Januar 2009 starten wird. Einen Tag zuvor war bereits bekannt geworden, dass FOX zu den bisher geplanten Folgen sechs zusätzliche Folgen bestellt hatte, womit die erste Staffel 13 Folgen umfassen sollte. Ebenfalls am 15. Mai bekanntgegeben wurde, dass Dollhouse zusammen mit der ebenfalls neuen Serie Fringe von J. J. Abrams zu der neuen FOX-Marketing-Kampagne Remote Free TV gehören würde, die vorsah, Zuschauer durch weniger Werbung vom Umschalten abzuhalten.
Am 22. Juli 2008 kündigte Whedon auf einer Fan-Website an, dass man eine neue erste Folge der Serie drehen würde, um die Zuschauer leichter in die neue Welt einzuführen. Die ursprüngliche erste Folge „Echo“ wollte man stattdessen als zweite Folge der Serie ausstrahlen. Weiter führte er aus, dass die neue Pilotfolge nicht die Idee des Senders, sondern seine eigene war. Am 26. Oktober 2008 erklärte Whedon in einem weiteren Eintrag auf der Internetseite, dass die ursprünglich gedrehte erste Folge doch nicht als zweite Folge, sondern überhaupt nicht mehr ausgestrahlt werden würde. Als Grund führte er dafür an, dass die Folge nach zahlreichen Änderungen nicht mehr richtig in die Serie passen würde. Da das produzierende Studio 20th Century Fox jedoch 13 Folgen für den internationalen Vertrieb der Serie brauchte, schlug Whedon dem Studio vor, eine Folge mit dem halben Budget einer normalen Folge zu drehen, die notfalls auch als Serien-Finale hätte dienen können. Epitaph 1, so der Name der Folge, wurde dem Fernsehsender FOX zur Ausstrahlung angeboten, aber der Sender lehnte es ab, die Folge zu kaufen, weshalb sie im amerikanischen Raum nur auf der DVD der ersten Staffel zu sehen war. Die DVDs der ersten Staffel beinhalten auch die nicht ausgestrahlte ursprüngliche Pilotfolge.
Am 18. Mai 2009 wurde die Produktion einer zweiten Staffel bekanntgegeben, jedoch mit gekürztem Budget sowie der Verkürzung der Episoden von 50 Minuten auf die für amerikanische Primetime-Serien üblichen 42 Minuten. Die Ausstrahlung der zweiten Staffel begann am 25. September 2009. Nach vier Episoden wurde Dollhouse vorläufig im November aus dem Programm genommen und sollte im Dezember mit einer Doppelfolge zurückkehren. Am 11. November 2009 setzte das zuständige Network FOX die Serie offiziell ab. Bis zum 29. Januar 2010 wurden alle bereits produzierten Episoden noch ausgestrahlt.

## Episodenliste

### Staffel 1
| Nr. (ges.) | Nr. (St.) | Deutscher Titel | Originaltitel            | Erstausstrahlung USA     | Deutschsprachige Erstausstrahlung (–) | Regie              | Drehbuch                                                           |
| ---------- | --------- | --------------- | ------------------------ | ------------------------ | ------------------------------------- | ------------------ | ------------------------------------------------------------------ |
| 0          | 0         | –               | Echo                     | –                        | –                                     | Joss Whedon        | Joss Whedon                                                        |
| 1          | 1         | –               | Ghost                    | 13. Feb. 2009            | –                                     | Joss Whedon        | Joss Whedon                                                        |
| 2          | 2         | –               | The Target               | 20. Feb. 2009            | –                                     | Steven S. DeKnight | Steven S. DeKnight                                                 |
| 3          | 3         | –               | Stage Fright             | 27. Feb. 2009            | –                                     | David Solomon      | Maurissa Tancharoen & Jed Whedon                                   |
| 4          | 4         | –               | Gray Hour                | 6. März 2009             | –                                     | Rod Hardy          | Sarah Fain & Elizabeth Craft                                       |
| 5          | 5         | –               | True Believer            | 13. März 2009            | –                                     | Allan Kroeker      | Tim Minear                                                         |
| 6          | 6         | –               | Man on the Street        | 20. März 2009            | –                                     | David Straiton     | Joss Whedon                                                        |
| 7          | 7         | –               | Echoes                   | 27. März 2009            | –                                     | James Contner      | Elizabeth Craft & Sarah Fain                                       |
| 8          | 8         | –               | Needs                    | 3. Apr. 2009             | –                                     | Felix Alcalá       | Tracy Bellomo                                                      |
| 9          | 9         | –               | Spy in the House of Love | 10. Apr. 2009            | –                                     | David Solomon      | Andrew Chambliss                                                   |
| 10         | 10        | –               | Haunted                  | 24. Apr. 2009            | –                                     | Elodie Keene       | Jane Espenson, Maurissa Tancharoen & Jed Whedon                    |
| 11         | 11        | –               | Briar Rose               | 1. Mai 2009              | –                                     | Dwight H. Little   | Jane Espenson                                                      |
| 12         | 12        | –               | Omega                    | 8. Mai 2009              | –                                     | Tim Minear         | Tim Minear                                                         |
| 13         | 13        | –               | Epitaph One              | 17. Juni 2009 (Singapur) | –                                     | David Solomon      | Handlung: Joss Whedon Schauspiel: Maurissa Tancharoen & Jed Whedon |

### Staffel 2
| Nr. (ges.) | Nr. (St.) | Deutscher Titel | Originaltitel       | Erstausstrahlung USA | Deutschsprachige Erstausstrahlung (–) | Regie            | Drehbuch                                           |
| ---------- | --------- | --------------- | ------------------- | -------------------- | ------------------------------------- | ---------------- | -------------------------------------------------- |
| 14         | 1         | –               | Vows                | 25. Sep. 2009        | –                                     | Joss Whedon      | Joss Whedon                                        |
| 15         | 2         | –               | Instinct            | 2. Okt. 2009         | –                                     | Marita Grabiak   | Michele Fazekas & Tara Butters                     |
| 16         | 3         | –               | Belle Chose         | 9. Okt. 2009         | –                                     | David Solomon    | Tim Minear                                         |
| 17         | 4         | –               | Belonging           | 23. Okt. 2009        | –                                     | Jonathan Frakes  | Maurissa Tancharoen & Jed Whedon                   |
| 18         | 5         | –               | The Public Eye      | 4. Dez. 2009         | –                                     | David Solomon    | Andrew Chambliss                                   |
| 19         | 6         | –               | The Left Hand       | 4. Dez. 2009         | –                                     | Wendey Stanzler  | Tracy Bellomo                                      |
| 20         | 7         | –               | Meet Jane Doe       | 11. Dez. 2009        | –                                     | Dwight H. Little | Maurissa Tancharoen, Jed Whedon & Andrew Chambliss |
| 21         | 8         | –               | A Love Supreme      | 11. Dez. 2009        | –                                     | David Straiton   | Jenny DeArmitt                                     |
| 22         | 9         | –               | Stop-Loss           | 18. Dez. 2009        | –                                     | Felix Alcalá     | Andrew Chambliss                                   |
| 23         | 10        | –               | The Attic           | 18. Dez. 2009        | –                                     | John Cassaday    | Maurissa Tancharoen & Jed Whedon                   |
| 24         | 11        | –               | Getting Closer      | 8. Jan. 2010         | –                                     | Tim Minear       | Tim Minear                                         |
| 25         | 12        | –               | The Hollow Men      | 15. Jan. 2010        | –                                     | Terrence O’Hara  | Michele Fazekas, Tara Butters & Tracy Bellomo      |
| 26         | 13        | –               | Epitaph Two: Return | 29. Jan. 2010        | –                                     | David Solomon    | Maurissa Tancharoen, Jed Whedon & Andrew Chambliss |

## Wahrnehmung

### Gemischte Resonanz von Kritikern
Noch während sich die erste Folge von Dollhouse in Produktion befand, erhielt die Serie in den Medien positives Feedback. Frühe Kritiken lobten das Drehbuch zur ersten Folge: Es sei „spannend […] und eine tiefgründige Betrachtung von Identität“, es enthalte „provokante Themen“, es sei eine „hervorragende Geschichte […], welche einem mit viel zum Nachdenken zurücklässt“ und es sei sogar eine „Shakespeare-ähnliche Geschichte mit Anmaßungen und vermutlich auch Rache“. Vom produzierenden Fernsehsender FOX selbst bekam Serienerfinder Joss Whedon jedoch ein eher zurückhaltendes Feedback, da man die Pilotfolge als verwirrend und schwer zugänglich empfand. Daraufhin entschied sich Joss Whedon dafür, eine neue Pilotfolge zu drehen, die von den Medien weniger gut aufgenommen wurde.
Die ersten Episoden ernteten mitunter sehr harsche Kritik, in der u. a. die schauspielerischen Fähigkeiten der Hauptdarstellerin Eliza Dushku angezweifelt wurden, so eine anspruchsvolle Rolle auszufüllen. Schließlich erklärte Joss Whedon, dass er und sein Autorenteam beim Entwickeln der ersten Folgen Probleme dabei hatten, die Serie zu finden, die sie produzieren wollten, und gleichzeitig den Fernsehsender zufriedenzustellen. Er versprach aber, dass die Serie ab der sechsten Episode diese Probleme hinter sich lassen würde. Dies konnte in der Fachpresse sogar verfolgt werden und die Kritiken wurden besser, wenn auch die Qualität der Serie von den meisten Kritikern immer noch als zu ungleichmäßig beschrieben wurde. Maureen Ryan von der Chicago Tribune bezeichnete die Serie dieser Sichtweise zum Trotz als eine der am stärksten nachdenklich stimmenden Serien im amerikanischen Fernsehen.